# Marvell Technology Group
Marvell Technology Group (NASDAQ : MRVL) est un fabricant de semiconducteurs fabless dans les domaines du stockage, des télécommunications et des produits grand public. La société a été fondée en 1995 et compte plus de 5 000 employés. Le siège opérationnel de Marvell est situé à Santa Clara, en Californie. La société dispose de centres de conception aux États-Unis, en Israël, à Singapour et en Chine.

## Histoire
Marvell a été fondée en janvier 1995 par Sehat Sutardja, son épouse Weili Dai et son frère Pantas Sutardja,. Le premier produit imaginé est une puce de lecture pour disque dur (read channel processor), type de produit sur lequel Sehat Sutardja avait déjà travaillé lors de ses emplois précédents. Les premières puces fonctionnelles arrivent à la fin de l'année 1995.
Les premières années de vente sont timides avec un chiffre d'affaires autour de 200 000 $ en 1995 et 1996. Pour l'année 1998 le chiffre d'affaires atteint 21 millions de dollars, réalisé à 99% dans le domaine du stockage. La société ne réalise pas encore de bénéfices.
L’introduction en bourse le 27 juin 2000 (près de la fin de la bulle Internet) a permis de lever 90 millions de dollars. La société est cotée au NASDAQ en ayant pour symbole MRVL. Après être rapidement passée de $15 à plus de $63, le cours de l'action est redescendu à $55,25 trois jours après. À l’époque, les cinq plus gros clients, Samsung Electronics, Hitachi, Seagate Technology, Fujitsu et Toshiba, représentaient 98% du chiffre d’affaires. Le cours de l'entreprise a fortement chuté en décembre 2000 ($17 le 26 décembre) lorsque les internes ont été autorisés à vendre.
En octobre 2000, Marvell annonce l'acquisition de Galileo Technology, une société israélienne spécialisée dans les puces Ethernet et notamment les switches, elle sera finalisée en janvier 2001. Cette acquisition permet à Marvell, historiquement présente sur le marché des disques durs, de se diversifier dans le secteur des télécommunications et réseau. La part du chiffre d'affaires réalisée dans le stockage passe de 85 % en 2000 à 57 % à la fin de l'année 2001. En mars 2002 Marvell comptait 966 employés dont 65% en recherche et développement.
En février 2003 est annoncé l'achat de la société israélienne Radlan Computer Communications, avec laquelle Galileo Technology s'était associée pour le développement de ses switches Ethernet. Marvell possédait déjà 9% des actions de la société.
Une seconde acquisition d'importance, permettant à Marvell de pénétrer un nouveau marché, est celle des produits XScale PXA d'Intel en juillet 2006. Ces processeurs à faible consommation utilisent sur une architecture ARMv5TE et serviront de socle pour la gamme de SoC Kirkwood (architecture Feroceon). Ce rachat permet aussi à Marvell de récupérer une licence ARM complète l'autorisant non seulement à utiliser des cœurs ARM mais aussi à implémenter le jeu d'instruction et donc de concevoir ses propres cœurs ARM.
Début février 2008, Marvell comptait un peu plus de 5 300 employés dont 70 % en recherche et développement. Le chiffre d'affaires pour l'année 2007 s'élevait à 2,89 milliards de dollars pour une perte de 114 millions de dollars.

### Nouveau départ
Au début de l'année 2016, un audit interne, lancé pour évaluer la véracité des comptes, indique qu'il n'y a pas eu de fraude mais révèle, en revanche, des problèmes de management avec une forte pression mise sur les équipes commerciales.
En février 2016, le fonds activiste Starboard LP révèle qu'il détient 7 % des actions et estime qu'elles sont sous-évaluées et demande que des mesures soient prises.
Quelques jours après Marvell annonce qu'un accord a été trouvé dans l'affaire de violation de brevets sur les disques durs qui l'opposait à l'université Carnegie-Mellon. Marvell a accepté de payer 750 millions de dollars pour mettre fin aux poursuites.
Cet audit va mettre Marvell sous surveillance de la SEC et une enquête sera lancée. En septembre 2019 un accord est trouvé entre les deux parties. Marvell accepte de payer une amende 5,5 millions de dollars pour mettre fin aux poursuites concernant une manipulation des comptes en 2015 et 2016.
À la suite de ces évènements, Sehat Sutardja et son épouse Weili Dai sont révoqués de leurs fonctions de présidence de la société en avril 2016.
Une nouvelle équipe dirigeante est nommée en juillet 2016, sous la présidence de Matt Murphy, et de nouveaux membres sont admis au conseil d'administration à la suite de discussions avec le fonds Starboard LP.
Une nouvelle stratégie est mise en place avec le recentrage des activités sur les marchés professionnel, les centres de données, les télécoms (réseaux mobiles) et l'automobile. Cette stratégie va guider les acquisition et les ventes des divisions de la société pour les années qui suivent.
En juillet 2018, Marvell a finalisé l'acquisition de Cavium , renforçant ainsi son portefeuille de produits dans le stockage, les processeurs, le réseau, les connexions sans fil et les produits de sécurité pour infrastructures. Le même jour, Marvell a annoncé la nomination de Syed Ali (cofondateur de Cavium, précédemment PDG), Brad Buss et d'Edward Frank (directeurs chez Cavium) au conseil d’administration de Marvell.
À l'été 2018, Marvell ouvre un laboratoire de compatibilité électromagnétique qualifié CISPR 25. Ce laboratoire permet de réaliser un large éventail de tests d'émission, d'immunité et d'ESD en interne pour encourager le développement de solutions de connectivité automobile.
Au mois de mai 2019, Marvell vend son portefeuille de puces Wifi et Bluetooth à NXP pour 1,76 milliard de dollars,. En septembre 2019, Marvell fait l'acquisition d'Aquantia, pionnière dans la technologie NBASE-T pour l'automobile et les centres de données. Ces différents achats et ventes permettent de finaliser le recentrage d'activité souhaité par le nouveau PDG.
En octobre 2020, Marvell annonce l'acquisition de Inphi, spécialisé dans la connectique de la fibre optique, pour 10 milliards de dollars.

### Acquisitions
Au fil des ans, Marvell a acquis plusieurs sociétés pour pénétrer de nouveaux marchés.
| Date           | Société acquise                            | Compétence                                    | Coût                                                                   |
| -------------- | ------------------------------------------ | --------------------------------------------- | ---------------------------------------------------------------------- |
| Octobre 2000   | Galileo Technology                         | Switch Ethernet, contrôleurs système          | 2,7 milliards de dollars                                               |
| Juin 2002      | SysKonnect                                 | Réseau PC                                     |                                                                        |
| Février 2003   | Radlan Computer Communications             | Logiciel réseau embarqué                      | 49,7 millions de dollars                                               |
| Août 2005      | Division contrôleurs de disques de Qlogic  | Contrôleurs de disques et de lecteur de bande | 180 millions de dollars en espèces + 45 millions de dollars en actions |
| Décembre 2005  | Division SoC d'UTStarcom                   | Communications sans fil (3G)                  | 24 millions de dollars                                                 |
| Février 2006   | Division ASIC d'imprimantes d'Avago        | ASIC pour imprimantes                         | 240 millions de dollars                                                |
| Juillet 2006   | Gamme de produits Xscale d'Intel           | Processeurs de communications et SoC          | 600 millions de dollars                                                |
| Janvier 2008   | PicoMobile Networks                        | Logiciel de communication pour IWLAN et IMS   |                                                                        |
| Août 2010      | Diseño de Sistemas en Silicio S.A. ("DS2") | Réseau CPL                                    |                                                                        |
| Janvier 2012   | Xelerated                                  | Processeurs de réseau                         |                                                                        |
| Novembre 2017  | Cavium                                     | Processeurs ARM                               | 6 milliards de dollars en espèces et en actions ,                      |
| Septembre 2019 | Aquantia                                   | PHY Ethernet                                  | 452 millions de dollars                                                |

## Localisations
La société a officiellement son siège à Hamilton, aux Bermudes. Les activités américaines connues sous le nom de Marvell Semiconductor, Incorporated sont situées dans la Silicon Valley, en Californie.
Les principaux centres de recherche de Marvell sont situés dans les pays suivants : 

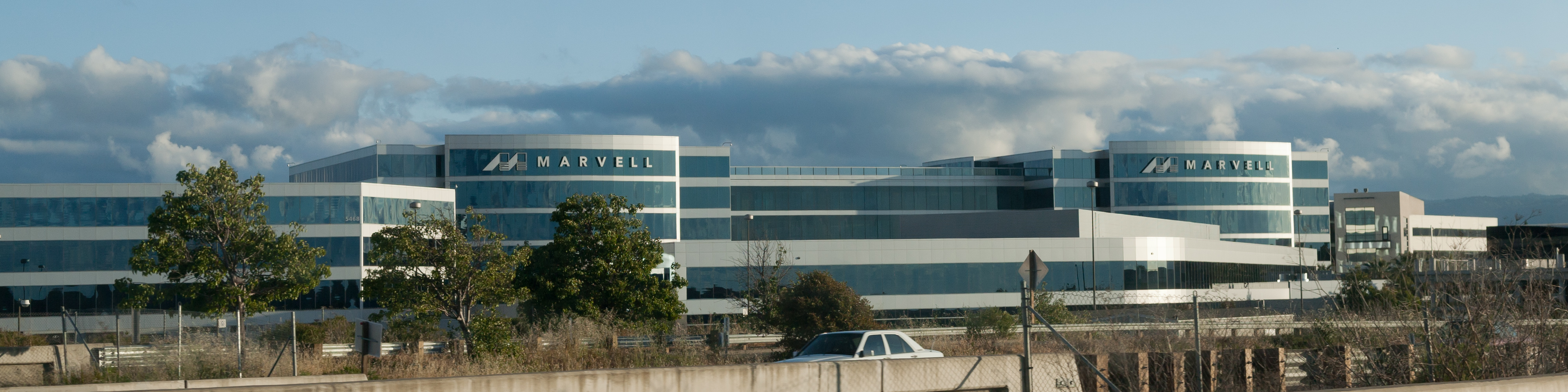
Siège de Marvell à Santa Clara en Californie

- Etats-Unis
- Israël
- Singapour
- ChineSiège de Marvell à Santa Clara en Californie

## Produits

### Ethernet
Marvell propose de très nombreux produit autour de l'Ethernet.
Commercialisés au début des années 2000, la famille de contrôleurs PCI-Express Ethernet Yukon a été très présente sur les cartes mères des ordinateurs. Les produits grand public sont délaissés du fait de la concurrence importante sur ce segment, due à une maturité des technologies Gigabit Ethernet.

### Processeurs

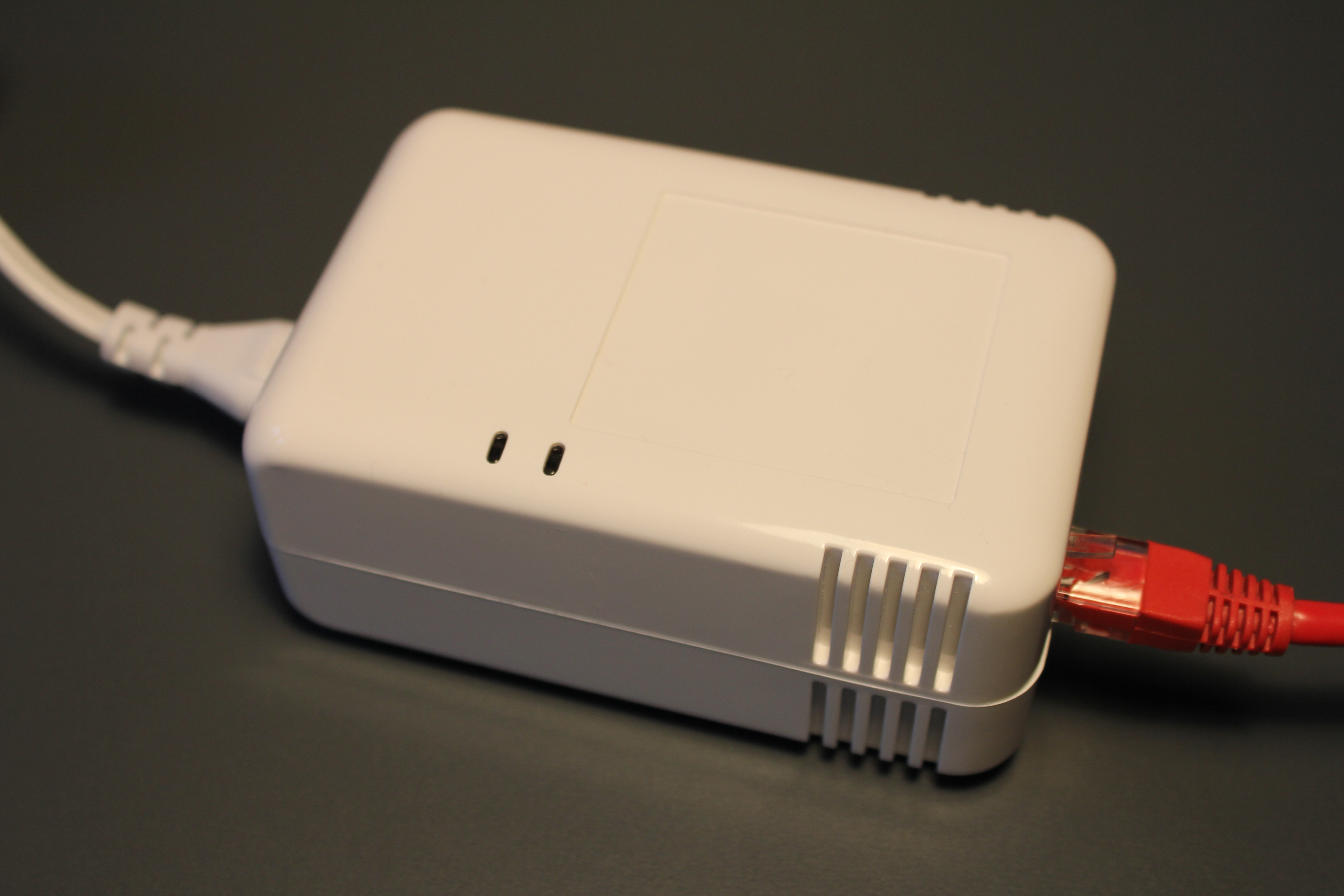
SheevaPlug

#### Armada
Les SoC Armada sont une famille de SoC compatibles ARMv7. Ils sont issus du rachat de la gamme XScale d'Intel en 2006.
L'Armada 1500 Mini est utilisé comme processeur pour le Chromecast de Google.

#### Octeon
La famille Octeon, compatible avec l'architecture MIPS64, est issue du rachat de Cavium.

#### ThunderX
La famille ThunderX et ThunderX2, compatible avec l'architecture 64 bits ARMv8, est issue du rachat de Cavium. Ces processeurs pour serveurs comportent jusqu'à 48 cœurs pour les ThunderX et 32 pour les ThunderX2.
Le ThunderX3 est annoncé pour l'année 2020. Il comportera jusqu'à 96 cœurs ARMv8.

#### Nitrox
Issue du rachat de Cavium cette gamme de co-processeurs est destiné à apporter une accélération matérielle pour des protocoles et algorithmes cryptographiques et de sécurité comme IPsec, SSL, AES, MD5, etc.

### Stockage

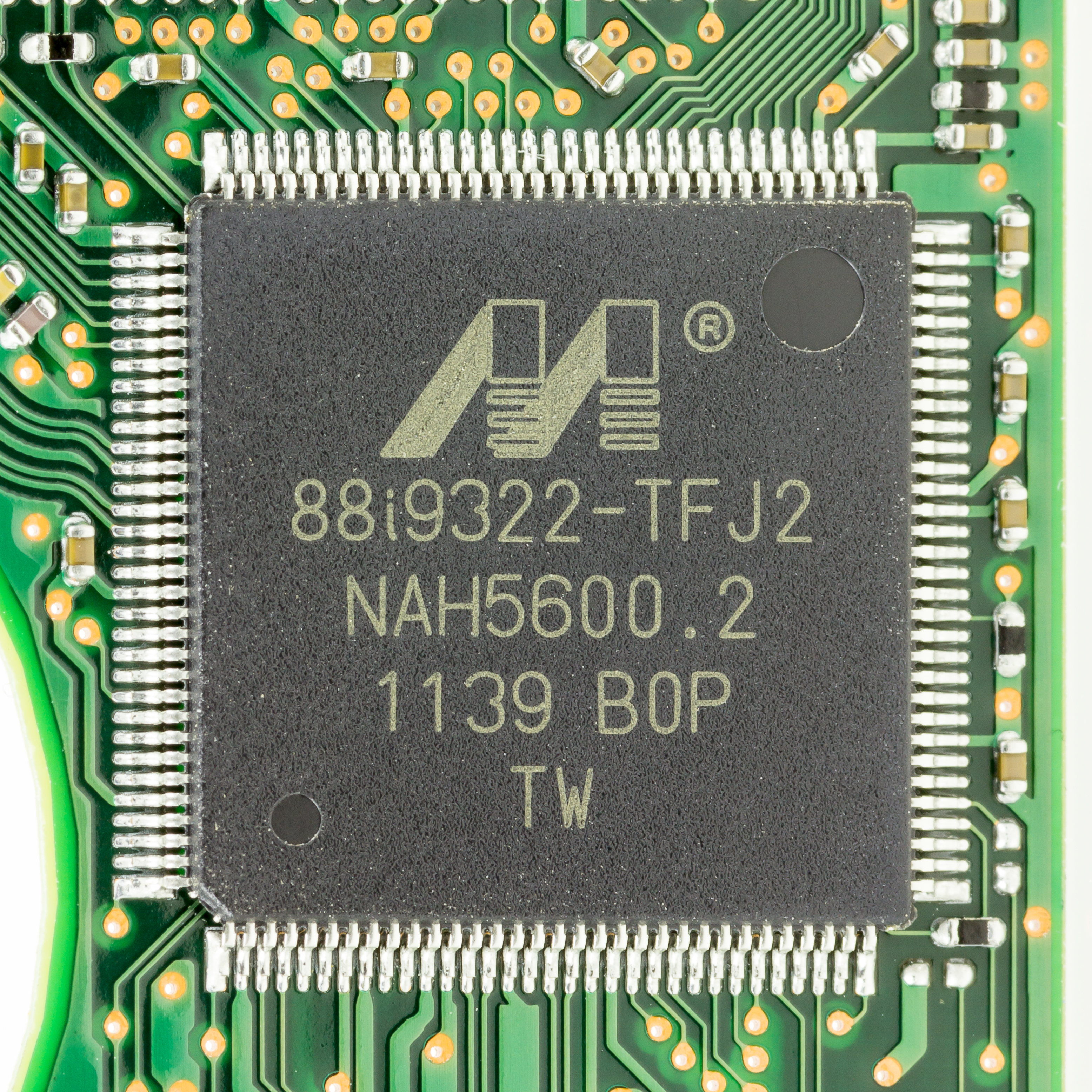
Contrôleur Marvell 88i9322 d'un disque dur Seagate Momentus

#### Contrôleurs
Marvell dispose de plusieurs gammes de contrôleurs pour le stockage : interface entre mémoire NAND et bus PCI Express ou SATA (SSD), interface SATA/SAS et PCI Express. La société est aussi présente sur la technologie des disques durs son activité d'origine.

### Connexion sans fil
Marvell possède plusieurs référence de SoC gérant la technologie Wi-Fi et Bluetooth et visant différent produits finaux : points d'accès ou routeurs, console de jeux (manettes par exemple), vidéo ou encore objets connectés.
La puce radio 88W8897 proposant la gestion du Wi-Fi 802.11ac en MIMO 2x2 et du Bluetooth 5.0 est présente dans les Microsoft Surface Pro.
Ce portefeuille de produits a été acquis par NXP en mai 2019.

### Automobile
Pour accompagner l'essor des véhicules connectés et de la voiture autonome, Marvell dispose de composants destinés au marché automobile respectant la norme AEC-Q100 notamment dans l'Ethernet (Switch et PHY Gigabit Ethernet), la connectivité sans fil (SoC Wifi et Bluetooth) et le stockage (contrôleurs SATA).
L'acquisition d'Aquantia en 2019 permet à Marvell d'étoffer son offre de produits automobiles avec plusieurs références de PHY destinés à cette industrie.

## Référence
1. 1 2  (en) Tekla S. Perry, « Sehat Sutardja: An Engineering Marvell », sur IEEE Spectrum: Technology, Engineering, and Science News, 29 octobre 2010 (consulté le 25 mars 2019).
2. 1 2 3  (en) « Form 10-K - Fiscal year ended January 27, 2001 », sur www.sec.gov, 27 avril 2001.
3. 1 2  (en-US) « MARVELL TECHNOLOGY GROUP LTD (MRVL) IPO », sur NASDAQ.com (consulté le 25 mars 2019).
4. ↑  (en) Matthew Richards, « Two IPOs Wake Up Tech Sector », sur Forbes, 30 juin 2000 (consulté le 25 mars 2019).
5. ↑  (en-US) Bloomberg News, « Company News; Marvell Technology's Shares Drop Sharply », The New York Times,‎ 27 décembre 2000 (ISSN 0362-4331, lire en ligne, consulté le 25 mars 2019).
6. ↑  « Marvell Technology Group 10-K dated 02/02/2002 », sur www.sec.gov (consulté le 26 mars 2019).
7. ↑  « Galileo Technology enters Layer 3 switch-chip market », sur EETimes (consulté le 25 mars 2019).
8. ↑  (en) « Marvell Buying RADLAN at Company Value of $54 Million », Haaretz,‎ 6 février 2003 (lire en ligne, consulté le 25 mars 2019).
9. ↑  (en) « Marvell says audit committee finds no accounting fraud », Reuters,‎ 1er mars 2016 (lire en ligne, consulté le 15 mai 2020).
10. ↑  (en) « Starboard discloses 7 percent stake in Marvell Technology », Reuters,‎ 4 février 2016 (lire en ligne, consulté le 15 mai 2020).
11. ↑  (en) « Marvell Technology to pay Carnegie Mellon $750 million over patents », Reuters,‎ 17 février 2016 (lire en ligne, consulté le 15 mai 2020).
12. ↑  (en-US) « SEC fines Marvell Technology $5.5M in revenue manipulation scheme », sur CFO Dive (consulté le 15 mai 2020).
13. ↑  (en-US) Don Clark, « Marvell Fires CEO, President After Probe », Wall Street Journal,‎ 5 avril 2016 (ISSN 0099-9660, lire en ligne, consulté le 15 mai 2020).
14. ↑  (en) Starboard LP, Capitalize for Kids, 24 octobre 2018 (lire en ligne [PDF]), p. 9.
15. ↑  (en) Patrick Moorhead, « Marvell Shows Off ‘The New Marvell’ At Its First Industry Analyst Event », sur Forbes (consulté le 15 mai 2020).
16. ↑  (en) « NXP to acquire Marvell’s WiFi and Bluetooth Connectivity Assets », sur NXP Semiconductors - Newsroom (consulté le 15 mai 2020).
17. ↑  (en) « NXP to buy Marvell's WiFi, Bluetooth business for $1.76 billion », Reuters,‎ 29 mai 2019 (lire en ligne, consulté le 15 mai 2020).
18. 1 2  « Marvell rachète Aquantia, le marché des véhicules autonomes en ligne de mire », sur Tom’s Hardware : actualités matériels et jeux vidéo, 8 mai 2019 (consulté le 15 mai 2020).
19. ↑  Stephen Nellis, « Marvell to buy Inphi in $10 billion chip deal to bolster data center, 5G business », sur Reuters, 29 octobre 2020.
20. ↑  « Semi-conducteurs : Marvell acquiert la société israélienne Galileo », sur lesechos.fr (consulté le 27 mars 2019).
21. ↑  (en) Robert Keenan, « Marvell acquires net software provider Radlan », sur EDN (consulté le 27 mars 2019).
22. ↑  Mark LaPedus, « Marvell buys storage IC unit for $225 million », sur EETimes (consulté le 27 mars 2019).
23. ↑  Dylan McGrath, « Marvell to acquire semi design business for $24 million », sur EETimes (consulté le 27 mars 2019).
24. ↑  (en) E. D. N. Staff, « Marvell Pays $240M for Avago’s Printer Biz », sur EDN (consulté le 27 mars 2019).
25. ↑  « Marvell achète la division XScale d'Intel pour 600M de dollars », sur www.nextinpact.com, 27 mars 2019 (consulté le 27 mars 2019).
26. ↑  « PicoMobile Networks, Inc. », sur bloomberg.com (consulté le 27 mars 2019).
27. ↑  Peter Clarke, « Marvell buys into broadband-over-power », sur EETimes (consulté le 27 mars 2019).
28. ↑  (en) « Marvell Snaps Up Xelerated », sur Light Reading (consulté le 27 mars 2019).
29. ↑  « Avec le rachat de Cavium, Marvell vise le marché des datacenters et des télécoms », sur LeMagIT (consulté le 27 mars 2019).
30. ↑  Anton Shilov, « Marvell Completes Acquisition of Cavium, Gets CPU, Networking & Security Assets », sur www.anandtech.com (consulté le 27 mars 2019).
31. ↑  « Prospectus: Marvell Technology Group Ltd », 26 juin 2000 (consulté le 24 août 2013).
32. ↑  « Marvell présente son ARMADA 1500-Mini intégré dans les Google Chromecast » (consulté le 22 mars 2019).
33. ↑  Andrei Frumusanu, « Marvell Announces ThunderX3: 96 Cores & 384 Thread 3rd Gen Arm Server Processor », sur www.anandtech.com (consulté le 15 mai 2020).
34. ↑  « Vue éclatée de la Microsoft Surface Pro 6 », sur iFixit, 17 octobre 2018 (consulté le 22 mars 2019).